# Летичевский уезд
Лети́чевский уе́зд — административная единица в составе Подольской губернии, существовавшая c 1795 года по 1923 года. Центр — город Летичев.

## История
Уезд образован в 1795 году в составе Подольского наместничества. В 1796 году уезд вошёл в состав Подольской губернии. В 1923 году уезд был расформирован, на его территории образован Летичевский район Проскуровского округа.

## Население
По переписи 1897 года население уезда составляло 184 477 человек, в том числе в городе Летичев — 7248 жит.

### Национальный состав
Национальный состав по переписи 1897 года:
- украинцы — 149 120 чел. (80,8 %),
- евреи — 24 387 чел. (13,2 %),
- русские — 6809 чел. (3,7 %),
- поляки — 3164 чел. (1,7 %),

## Административное деление
В 1913 году в состав уезда входило 8 волостей: 
| - Бахматовецкая — с. Бахматов, - Войтовецкая — с. Войтовцы, - Деражнинская — м. Деражня, - Женишковецкая — с. Женишковцы, - Зиньковская — м. Зиньков, - Меджибежская — с. Ставница, - Михалпольская — м. Михалполь, - Сусловецкая — с. Сусловцы, |